# Queensland Railways classe 3500/3600
A Classe 3500/3600 é uma classe de locomotivas elétricas construídas pela Walkers Limited de Maryborough, Austrália para a ferrovia Queensland Rail entre 1986 e 1988.

## História
Em julho de 1984 a joint venture formada pela Clyde Engineering e Walkers Limited foi premiada com um contrato para construir 70 locomotivas elétricas da classe 3500/3600 com a ASEA fornecendo o equipamento elétrico. Estas locomotivas encomendadas eram para trens de transporte de carvão que operariam nas linhas do Sistema Ferroviário Blackwater e na Linha Ferroviária Goonyella que estavam em processo de eletrificação.
As carrocerias e foram construídas e montadas na fábrica da Walker's de Maryborough com a Clyde Engineering ficando responsável por alguns equipamentos elétricos e comissionando as locomotivas.
A primeira das locomotivas da classe, denominada DF Lane em homenagem ao ministro dos transportes Donald Frederick (Don) Lane, foi entregue em 29 de maio de 1986.
Todas as locomotivas foram equipadas com o sistema Locotrol da GE Transportation que possibilitava um controle remoto das locomotivas no centro de um trem com uma unidade de comando. Assim foram criadas duas classes distintas, 19 da classe 3500 com unidade de comando que podem conduzir trens, e 31 locomotivas da classe 3600 como unidades de apoio. As carrocerias foram manufaturadas com aço inoxidável estriado.
Mais tarde a encomenda original foi aumentada para 80 locomotivas. Seguindo a decisão de eletrificação da Linha Ferroviária da Costa Norte, Queensland, de Brisbane para Rockhampton, as últimas 30 locomotivas foram modificadas para transporte de passageiros e carga geral, e entregues como a Classe 3900.

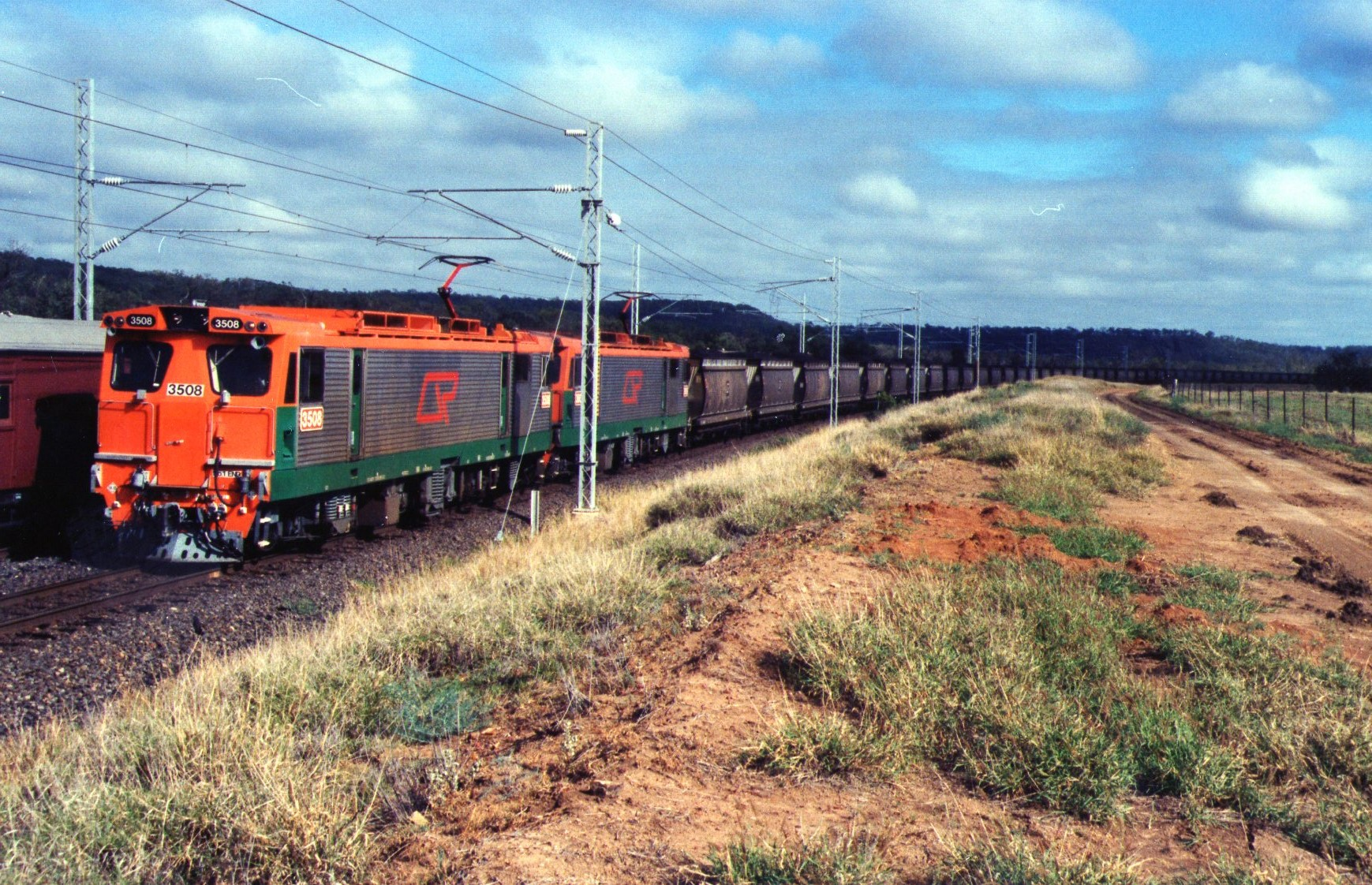
Duas locomotivas 3500 na linha de Blackwater em 1993.